# اقتصاد كاليفورنيا

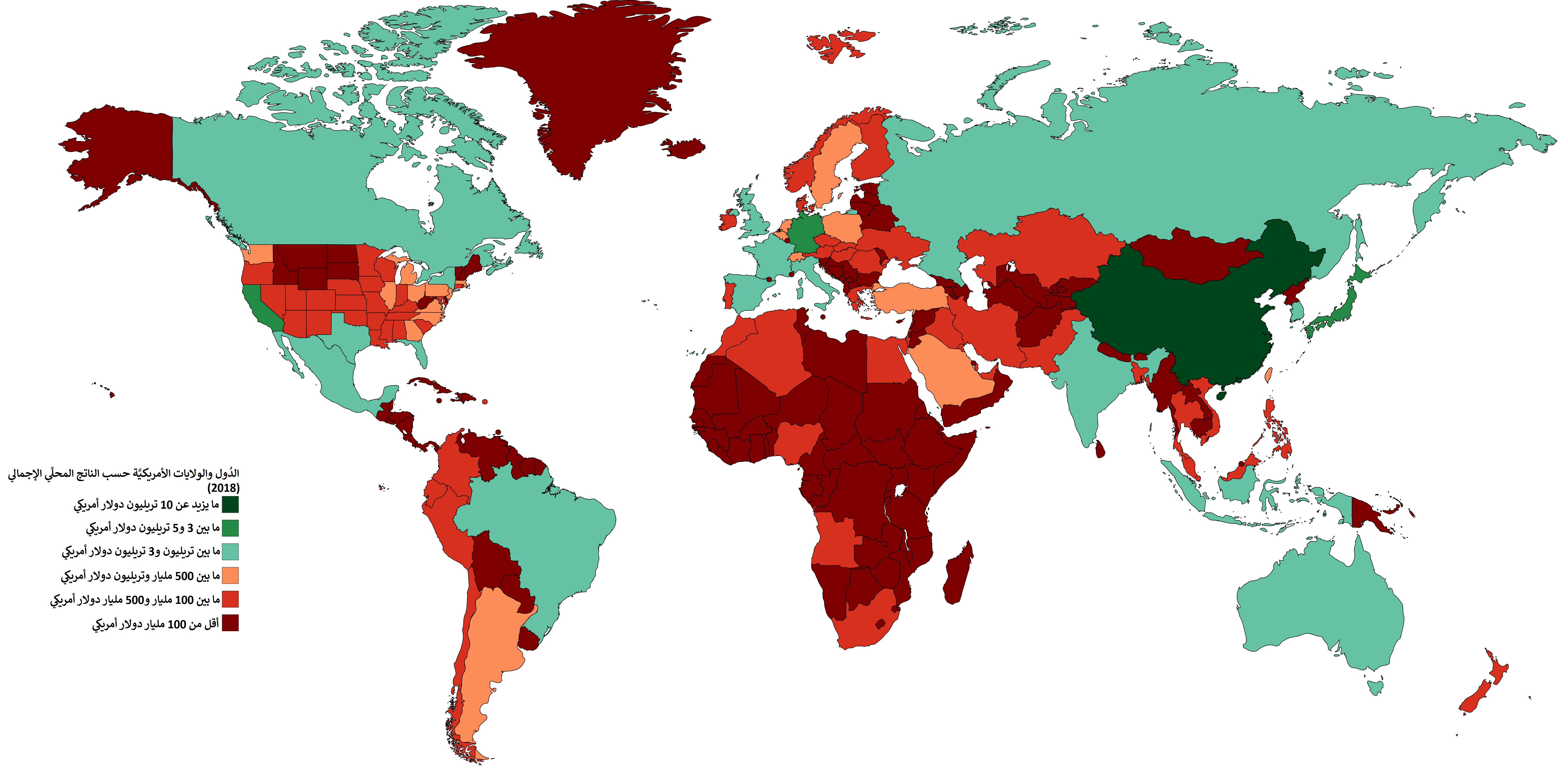
كاليفورنيا بالمقارنة مع البلدان الأخرى الناتج المحلي الإجمالي في نفس النطاق وإسبانيا وإيطاليا (المقابلة مع وزارة المالية الأرقام)

اقتصاد كاليفورنيا هو أكبر اقتصاد ولايات الولايات المتحدة وبين السابع والعاشر في العالم. اعتبارا من عام 2010، وصل إجمالي الناتج المحلي إلى نحو 1.9 تريليون دولار والذي هو 13.06 ٪ من الناتج المحلي الإجمالي في الولايات المتحدة. تباطأ معدل نمو الناتج المحلي الإجمالي في الولاية إلى 0.4 ٪ في عام 2008 بعد أن نما بنسبة 3.1 ٪ في عام 2006 و 1.8 ٪ في عام 2007.

## القطاعات

الناتج المحلي الإجمالي لكاليفورنيا من قبل القطاع لعام 2008.

في عام 2002، اعتمدت الحكومة الأمريكية نظام التصنيف الصناعي الأمريكي الشمالي (NAICS) نظاما لتصنيف الأنشطة الاقتصادية، ويعكس على نحو أفضل اقتصاد اليوم.

### التجارة الدولية والسياحة
استمدت كاليفورنيا تاريخيا إيرادات كبيرة من التجارة الدولية والسياحة. ومع ذلك، فإن حصة الولاية من تصدير البضائع التجارية الأمريكية تقلص تبشكل مطرد منذ عام 2000، من 15.4 ٪ إلى 11.1 ٪ في عام  الصادرات من السلع المصنوعة في ولاية كاليفورنيا بلغت 134 مليار دولار في عام 2007. 48 مليار دولار من هذا المبلغ الإجمالي كانت لأجهزة الكمبيوتر والإلكترونيات ويليها النقل والآلات غير الكهربائية والزراعة والمواد الكيميائية. التجارة والصادرات في كاليفورنيا تعطي وظائف ذات رواتب عالية لأكثر من مليون من سكانها. وفقا لمكتب الولايات المتحدة للتحليل الاقتصادي (بياتريس)، في عام 2005، شغلت الشركات الاجنبية 542.600 عامل في كاليفورنيا، أكثر من أي ولاية أخرى. المصادر الرئيسية للاستثمار الأجنبي في ولاية كاليفورنيا في عام 2005 كانت اليابان والمملكة المتحدة وسويسرا وفرنسا وألمانيا. الاستثمار الأجنبي في ولاية كاليفورنيا كان مسؤولا عن 4.2 في المئة من مجموع العمالة في الصناعة في الولاية عام 2005. مجموع الإنفاق على السفر مباشرة إلى ولاية كاليفورنيا بلغ 96.7 مليار دولار في عام 2008، أي بزيادة قدرها 0.8 ٪ عن السنة السابقة. مقاطعة لوس أنجلس تتلقى معظم السياحة في الولاية.
الفلاحة (بما في ذلك الفواكه والخضار والألبان وإنتاج النبيذ) هي القطاع الرئيسي في كاليفورنيا. في الواقع، ولاية كاليفورنيا هي خامس أكبر مورد للسلع الغذائية والزراعية. الزراعة تمثل فقط ما يزيد قليلا عن 2 ٪ من الناتج الإجمالي البالغ 1.85 تريليون $. وعلى سبيل المقارنة، صدرت كاليفورنيا منتجات زراعية عن طريق الجو في تلك السنة أكثر من 23 ولايات أخرى بواسطة جميع وسائط النقل.
وفقا لوزارة كاليفورنيا للأغذية والزراعة، يقارب حجم الزراعة الكاليفورنية 36.6 مليار دولار ويذر 100 مليار دولار في النشاطات الاقتصادية ذات الصلة تجاوزت المبيعات الزراعية الأولى في الولاية 30 مليار دولار عام 2004 ، مما يجعلها أكثر من ضعف حجم أي ولاية أخرى في الصناعة والزراعة.
كاليفورنيا هي الولاية الرائدة في مجال منتجات الألبان. الحليب هو أول السلع الزراعية. في ولاية كاليفورنيا صناعة منتجات الألبان ولدت 47 مليار دولار في «النشاط الاقتصادي» في عام 2004 ويعمل بها أكثر من 400,000 شخص.

### النفط والكهرباء
لعب التنقيب عن النفط دورا هاما في تنمية الولاية. كانت هناك ضربات كبيرة في بيكرسفيلد، لونج بيتش ولوس أنجلوس ومناطق قبالة ساحل كاليفورنيا.
تاريخيا، حققت ولاية كاليفورنيا اقتصاد سيطرت عليه شركات ضخمة مثل خط السكة الحديد في جنوب المحيط الهادئ وستاندرد أويل أوف كاليفورنيا والمحيط الهادئ للغاز وشركة الكهرباء.

## الدخل الفردي

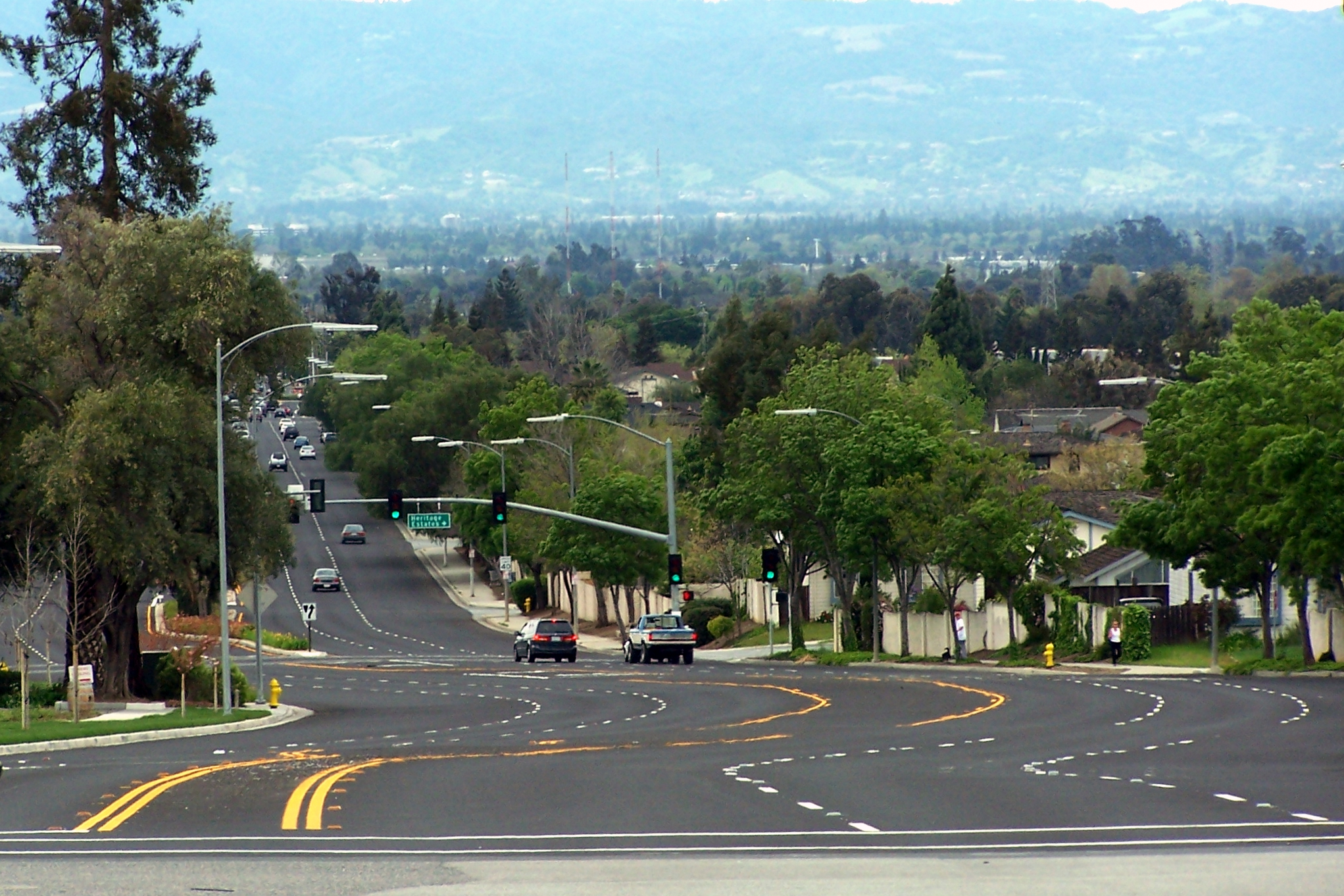
أحد شوارع كاليفورنيا

نصيب الفرد من الدخل 38,956 $ اعتبارا من عام 2006، لتحتل المرتبة الحادية عشرة في البلاد، ولكن يتفاوت تفاوتا كبيرا حسب المنطقة الجغرافية والمهنة. في حين أن بعض المدن الساحلية تشمل بعضا من أغنى المناطق لكل فرد في الولايات المتحدة، ولا سيما لاهويا قرب سان دييغو، بيفرلي هيلز في لوس انجليس، نيوبورت بيتش في مقاطعة اورانج في جنوب كاليفورنيا، سان فرانسيسكو ومقاطعة مارين. أغلى وأكبر أسواق الإسكان في الولايات المتحدة تقع في ولاية كاليفورنيا، لذلك هناك عدد من المجتمعات المحلية، حيث تتراوح متوسط أسعار المساكن في الولايات المتحدة بين 1-2 مليون $. عموما، الوادي الأوسط في شمال ولاية كاليفورنيا هي المنطقة الأقل كلفة، كما هي إمبراطورية الداخل في جنوب كاليفورنيا، على الرغم من الأسعار في إمبراطورية الداخل هبطت فهي لا تزال أعلى بكثير من الوادي الأوسط، إلى درجة أن هناك أيضا مجتمعات في هذا المجال حيث معدل أسعار المساكن في جميع أنحاء مليون دولار. في المقاطعات الزراعية المركزية بعض من أعلى معدلات الفقر في الولايات المتحدة وقطاعات التكنولوجيا العالية في كاليفورنيا الشمالية، وتحديدا وادي السيليكون، في مقاطعات سانتا كلارا وسان ماتيو، التي بدأ فيها الركود الاقتصادي الناجم عن إفلاس شركات التجارة الإلكترونية، مما تسبب في فقدان ما يزيد على 250,000 وظيفة في شمال كاليفورنيا وحدها. اعتبارا من ربيع عام 2005، تشير بيانات مدرسة اندرسون إلى أن النمو الاقتصادي قد استؤنف في ولاية كاليفورنيا، وإن كانت لا يزال أقل بقليل من التوقعات الوطنية على أساس سنوي من 3.9 ٪. الطفرة العالمية في أسعار المساكن لم تكن أكثر وضوحا في ولاية كاليفورنيا، مع متوسط أسعار العقارات يرتفع إلى نحو نصف مليون دولار في أبريل 2005.

### العبء الضريبي
في عام 2006 مستوى العبء الضريبي في الولاية هو ب10.66 دولار عن كل 100 دولار من الدخل الفردي حيث كان أعلى قليلا من متوسط معدل 10.43 بالنسبة للولايات المتحدة  في عام 2008، أصبح لكاليفورنيا سادس أعلى عبء ضريبي في الولايات الخمسين.

## الإسكان
الطفرة العالمية في أسعار المساكن لم تكن أكثر وضوحا في ولاية كاليفورنيا، مع متوسط سعر ممتلكات يرتفع إلى نحو نصف مليون دولار في أبريل 2005. مقاطعة أورانج، مقاطعة فينتورا ومنطقة خليج سان فرانسيسكو لديها أسعار أعلى من المتوسط، تقترب 650,000 $. المنطقة الأقل كلفة هي الوادي الأوسط، مع متوسط سعر $ 290,000. مختلف أسواق العقارات في ولاية كاليفورنيا شهدت زيادات حادة في القيمة في وقت مبكر من الالفية الثالثة، تلاها تراجع في عامي 2007 و 2008، كما انفجرت فقاعة الإسكان. ومع ذلك، ابتداء من عام 2007 مع أزمة الائتمان في النظام المصرفي، والآلاف من المنازل المغلقة، انخفضت أسعار المساكن.

## وصلات خارجية
- صفحة كاليفورنيا
- ولاية كاليفورنيا وزارة المالية
  - المالية والبيانات الاقتصادية
  - كاليفورنيا أحدث البيانات الاقتصادية
- السياسات المالية
  - كال الوقائع: في ولاية كاليفورنيا الاقتصاد والميزانية في المنظور
  - توقعات كاليفورنيا المالية: إسقاطات لاوس، 2004-05 خلال 2009-10
- مكتب التحليل الاقتصادي-وكالة تابعة لوزارة التجارة الأمريكية
- كاليفورنيا تجارة وبرنامج التنمية الاقتصادية[وصلة مكسورة]
- تحليلات كاليفورنيا في التجارة الدولية
- سياحة كاليفورنيا
- كاليفورنيا لجنة وظائف والنمو الاقتصادي
- رانشو دي لوس اركوس أ سكريد كذلك استشهد السياسية حول الزراعة والاقتصاد
- ولاية كاليفورنيا في الميزانية